# باشگاه فوتبال استی پولوکیوی یوهوی
باشگاه فوتبال استی پولوکیوی یوهوی (استونیایی: JK Eesti Põlevkivi Jõhvi) یک باشگاه فوتبال در شهر یوهوی، استونی بود.
این باشگاه که در سال ۱۹۷۴ تأسیس و در سال ۱۹۹۹ منحل شده‌است سابقه ۱ نایب قهرمانی در لیگ برتر فوتبال استونی را در کارنامه دارد.